# Borowianka (dopływ Leksandrówki)
Borowianka – potok, prawy dopływ Leksandrówki o długości 6,65 km.
Zlewnia Borowianki znajduje się na Pogórzu Wiśnickim. Potok ma wiele źródeł w porośniętych lasem obszarach miejscowości Borówna, najwyżej położone z nich znajdują się na wysokości około 340 m. Spływa krętym korytem przez obszary miejscowości Borówna i Chronów. W Chronowie uchodzi do Leksandrówki na wysokości 240 m.